# مسجد باوان تاو
مسجد باوان تاو (بالاندونيسية: Masjid Bawan Tua) هو واحد من أقدم المساجد في إندونيسيا، يقع المسجد في بلدة بوان في منطقة أمبيك في أغام غرب سومطرة، المسجد تأسس في عام 1800، بني المسجد مستطيل الشكل على أرض قياسها 40 متر في 40 متر، يقف المسجد على مساحة هكتار واحد من أرض متبرع بها .

## التاريخ
وفقا لعبد باقر زين في كتابه المعنون المساجد التاريخية في إندونيسيا فقد بدأ بناء المسجد من قبل راجو كاسيك  في 1800، في بداية البناء كتن موقع المسجد يقع في أرض موحلة، وفي عام 1942 أعيد بناء المسجد مكان ليس بعيدا عن الموقع القديم، الذي هو في مكان المسجد الحالي .